# Иван Давидовић
Иван Давидовић (?−?) мање је познат драгачевски каменорезац из Горачића. Солидан занатлија, активан у првим деценијама 20. века.

## Живот и дело
О животу овог клесара мало се зна. Занату се обучавао у Горачићима. Израдио већи број споменика и крајпуташа, али без посебног уметничког надахнућа.
Сарађивао са земљаком Владимиром Петровићем. На споменицима се ретко потписивао.

## Епитафи
У епитафима се изражавао поетски:
Крајпуташ Ивану Поповићу (+1914) (Горачићи - Поповићи)
Овај спомен вако овде вели
родитељ ми туђе срце жели
има душе па се томе смије
ко свог сина па га данас није
ИВАНА
сина Уроша Поповића
из Горачића
удаљен је преко целог света
од душманин[а] крабро Иван
у 21 год. погибе на Шапцу
борећи се са непријатељом
аустринске царевине
сарањен је у Шабцу
у Каменом шору у Ратарској башчи
7 августа 1914 г.
Бог да му душу прости.
Овајму жалосни споменик подигоше
отац и мајка Пера
и син Ратко од 4 године
и супруга Дринка.
Овај спомен писа имењаку
Иван Давидовић за успомен[у].